# 2S7 Pion
Le 2S7 Pion (Пион signifiant en russe : pivoine) est un canon automoteur soviétique. Depuis le retrait en 1991 de l'US Army de son équivalent américain le M110, il est, en 2022, le canon automoteur le plus lourd et ayant le plus fort calibre en service dans le monde.

## Développement
Le développement du 2S7 Pion débute en 1967 par un décret du conseil des ministres de l'URSS sur la création d'un nouveau canon automoteur disposant d'une portée d'au moins 25 km et capable de tirer des obus nucléaires. L'usine Kirov située à Leningrad fut assignée comme développeur principal sur ce projet. Cette dernière sera également chargée de la fabrication du châssis tandis que le canon et son support sont fabriqués à l'usine Titan-Barrikady (en) à Stalingrad. Le but du 2S7 Pion est de fournir une puissance de feu massive à longue portée pour soutenir les opérations des forces terrestres soviétiques, de détruire des cibles importantes ou désignées comme stratégique et de fournir une protection contre les attaques ennemies. 
Début 1969 le calibre 203 mm fut adopté pour ce nouveau véhicule. Les deux premiers prototypes sont livrés entre 1973 et 1974. Le premier prototype fut soumis à des essais sur le terrain d'essai de Strugi Krasnye dans l'oblast de Pskov pour évaluer sa mobilité. Le deuxième prototype devait évaluer les capacités de tir du 2S7. Après avoir passé les test d’État le véhicule est adopté en 1975, la production commence presque immédiatement après. Le 2S7 Pion, livré à partir de 1976 à l'armée de terre soviétique.
Il prend le nom de 2S7M « Malka » (en russe : Малка) après avoir été modernisé en 1986. Cette modernisation inclut une nouvelle motorisation, une cadence de tir plus élevé et embarque une dotation portée à huit obus contre quatre précédemment. Les camions de ravitaillement embarquent une quarantaine d'obus. Le système de contrôle de tir a également été amélioré et des équipements de communication ont également été rajoutés.
Après avoir été placé en réserve après la dislocation de l'URSS, la société Uraltransmash (en), filiale du conglomérat Rostec, a entrepris une modernisation en remplaçant les pièces produites hors de la fédération de Russie par des éléments nationaux. Elle déclare en avril 2020 qu'un premier exemplaire attend d’être livré aux forces terrestres russes. Cette modernisation comprend une nouvelle motorisation, l'intégration de radios numériques modernes, une intégration dans les réseaux C4ISR russes modernes, l'ajout de la navigation par satellite GLONASS ainsi qu'une amélioration de la cadence de tir.

## Description
Le véhicule est basé sur un châssis modifié de char T-80, avec un canon externe 2A44 de calibre 203 mm en mesure de tirer plus de 2 coups à la minute, pour une portée efficace de 37,5 km avec des obus classiques et 55,5 km avec des munitions à propulsion assistée. Durant la guerre froide, il avait la possibilité de tirer des obus atomiques et chimiques. Il utilise plusieurs composants automobiles des chars de combat T-72 et T-80. Il est propulsé par un moteur diesel V-46-I, développant 750 ch ou 840 ch selon les versions. Il est également équipé d'un générateur auxiliaire de 24 ch qui alimente tous les systèmes lorsque le moteur principal est arrêté.
Pour fonctionner à son plein potentiel le 2S7 nécessite un équipage de quatorze personnes, le véhicule ne peut en accueillir que sept le reste de l'équipage est transporté dans un véhicule auxiliaire. Une caractéristique intéressante du Pion est son alarme de tir. La puissance de l'explosion pouvant neutraliser physiquement un soldat ou un membre d'équipage non préparé se trouvant à proximité, le Pion est équipé d'une alarme sonore qui émet une série de brefs signaux sonores pendant environ cinq secondes avant le tir.
Le système de chargement du 2S7 Pion est entièrement mécanisé et automatisé. Il se compose de deux parties principales : le magasin et le chargeur. Le magasin est situé à l'arrière du véhicule et contient jusqu'à sept obus. Les obus sont stockés sur des rails inclinés et sont maintenus en place par des loquets de sécurité. Le magasin est étanche à l'eau et à la poussière pour protéger les obus. Le chargeur est situé à côté du magasin et est équipé d'un bras mécanique qui prend l'obus du magasin et le charge dans la chambre de tir. Le chargeur est contrôlé par un membre d'équipage à l'intérieur du véhicule à l'aide d'un panneau de commande.
En raison du recul important, il doit creuser un appui sur le sol avant le tir.
Il est conçu pour « traiter les cibles très fortement fortifiées et/ou à haute valeur ajoutée (postes de commandement par exemple). ».

### Munitions
Le 2S7 Pion peut emporter principalement trois types de munition :
- 3OF43 - HE-FRAG (hautement explosif à fragmentation) : munition standard de 110 kg, ogive avec une quantité d'explosif de 17,8 kg, portée maximale 37,5 km ;
- 3OF44 - Obus assisté par fusée : munition de 103 kg, ogive avec une quantité d'explosif de 13,8 kg, portée maximale 47,5 km ;
- 3O14 - Obus à sous-munitions : munition de 110 kg avec 24 sous-munitions de 1,4 kg et 0,23 kg d'explosif par sous- munition[12].

Il peut tirer également les obus 53-G-620-Sh destinés au calibre 203 mm du M1931 (en) soviétique en production de 1934 à 1945 et l'obus M106 destiné au M110 américain.

## Utilisateurs
- Russie : En 2020, 60 2S7M Malka en service ainsi que 60 2S7 Pion en réserve[10].

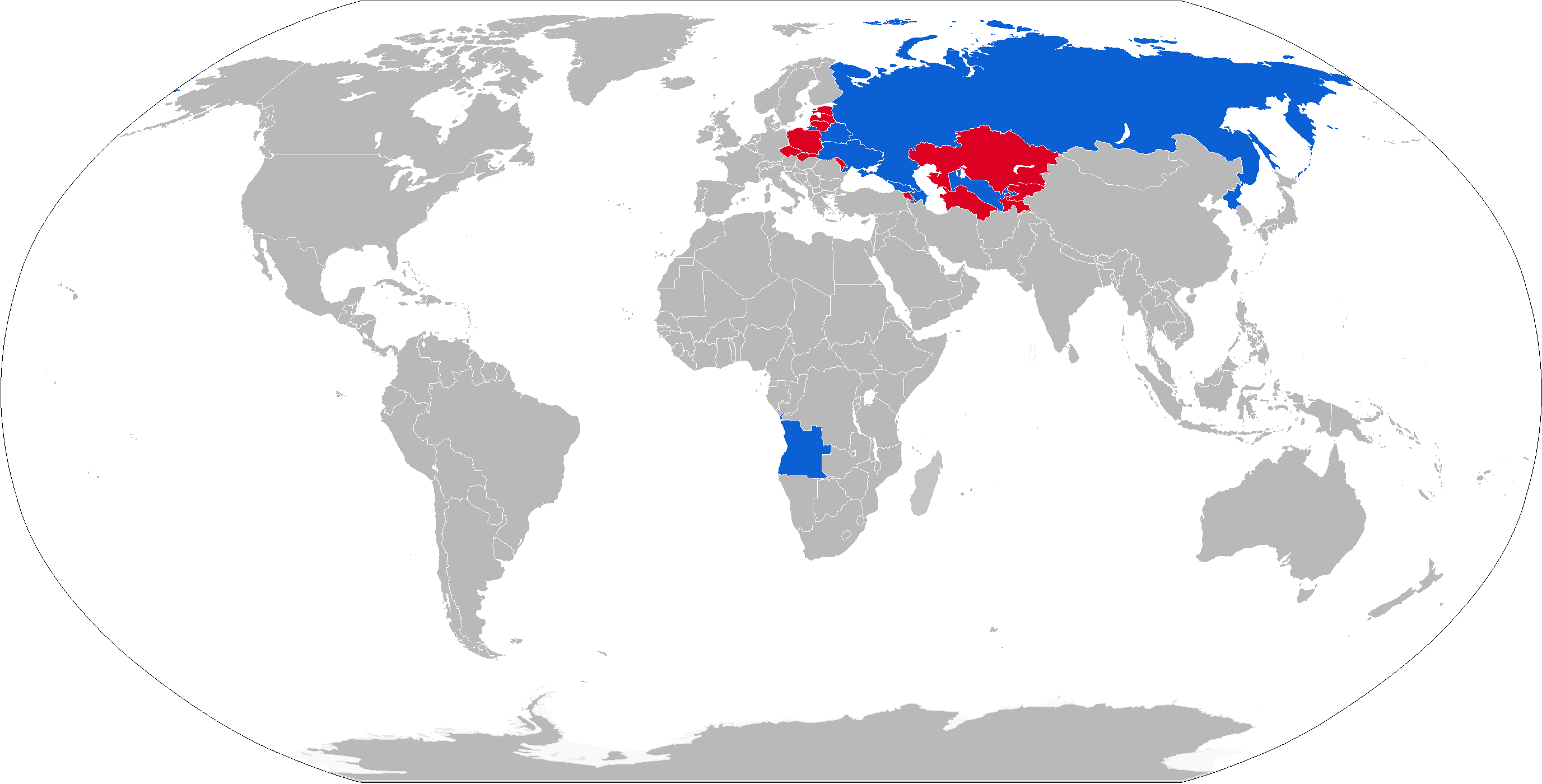
Utilisateurs du 2S7 en bleu et anciens en rouge.

- Ukraine : En 2022 (avant le début de la guerre), 13 en service et 83 en réserve[14].
- Ouzbékistan - 48 unités en réserve[15]
- Azerbaïdjan : 12 unités achetées en 2008-2009[15].
- Angola : 12 unités achetées à la République Tchèque en 2000[16].
- Géorgie : 1 seul système opérationnel en 2022[17].

### Ancien utilisateurs
- Pologne - 6 unités - 1985 - 2006
- Biélorussie - 36 unités en réserve
- Tchéquie - 12 unités - 1984 - 1994
- Kazakhstan - 1984 - 2005

## Utilisation
Durant la Deuxième guerre d'Ossétie du Sud d'août 2008, quatre pièces géorgiennes ont été détruites et une capturée par l'armée russe.
L'arme est utilisée lors de l'invasion de l'Ukraine par la Russie en 2022 par les deux belligérants. On note une utilisation plus active du côté russe. Son énorme puissance de feu en fait une arme extrêmement utile lors de conflits. En effet le champ de bataille en Ukraine comprend énormément de positions fortifiées et de bunkers ; la puissance du Pion permet de réduire l'avantage des défenseurs,.
Le 15 août une vidéo est publiée sur les réseaux sociaux où l'on voit un 2S7 ukrainien exploser au moment où l'arme fait feu. Selon le journaliste russe accrédité par le Kremlin, Mikhail Khodaryonok, cet incident serait dû à la mauvaise conservation de ces armements par les Ukrainiens.
En date du 18 janvier 2023, le site Oryx indique la perte de 6 2S7M Malka russes. L'Ukraine a quant à elle perdu 8 2S7 Pion.

## Galerie

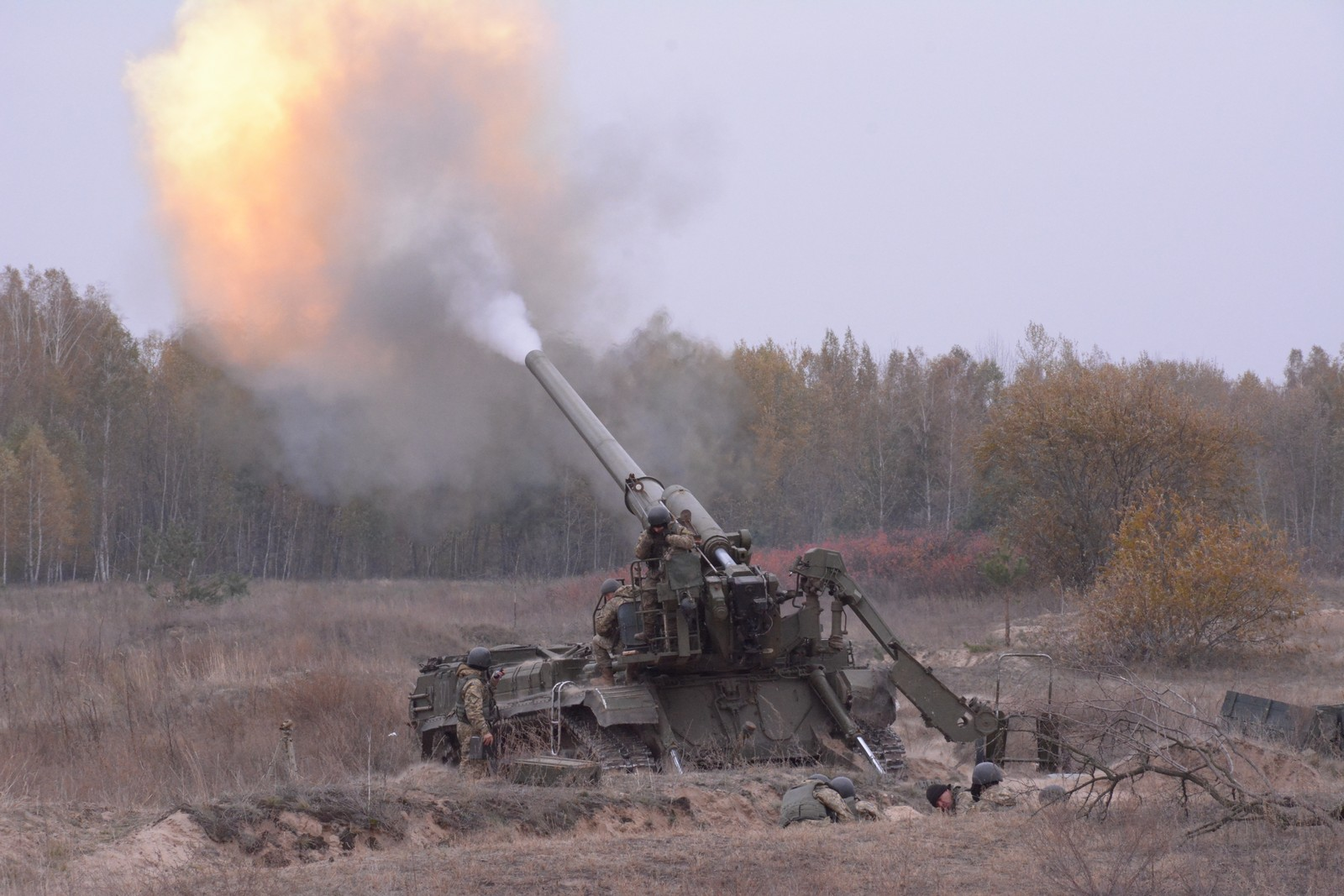
Tir d'un 2s7 de l'armée ukrainienne en 2016.
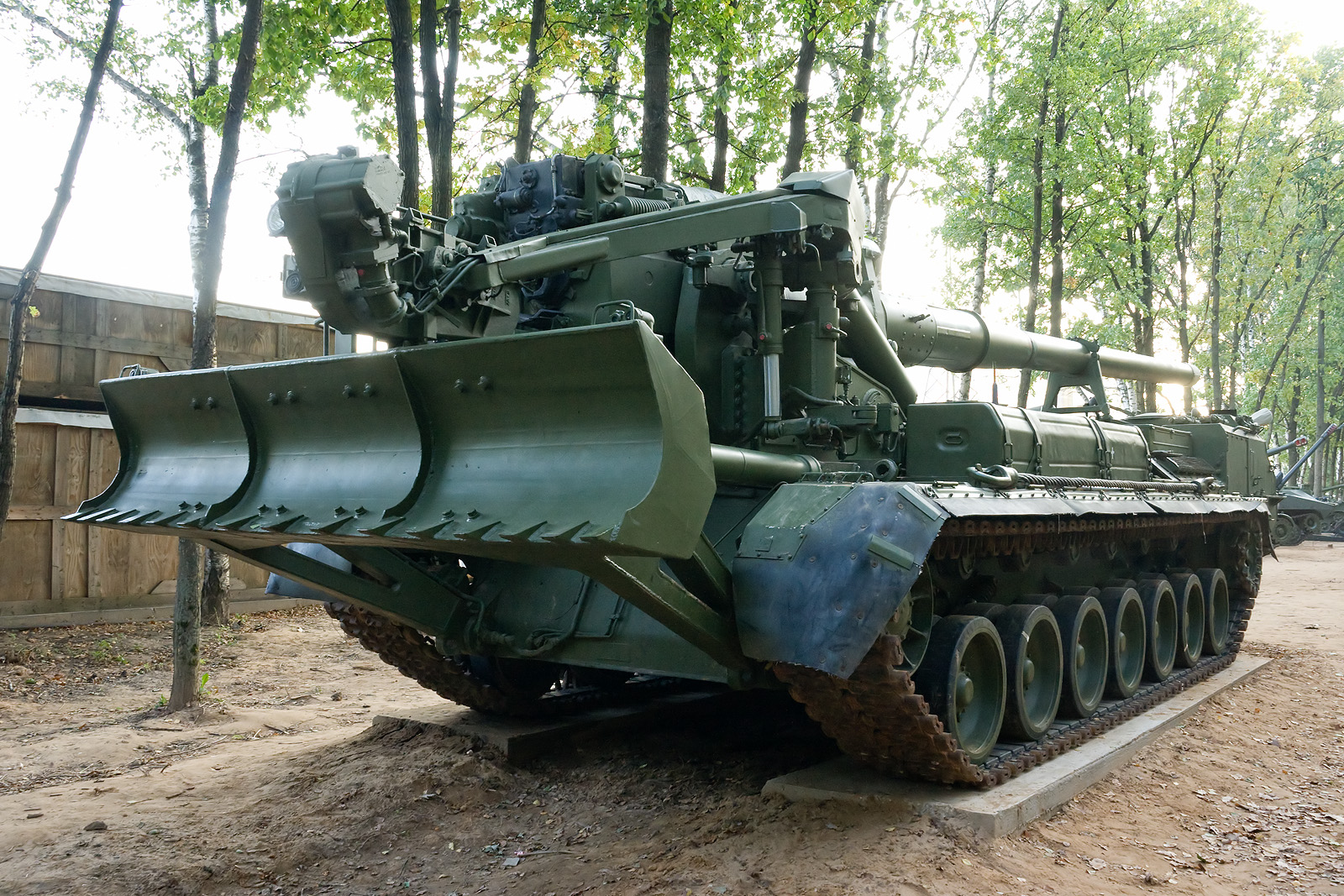
Vue arrière.
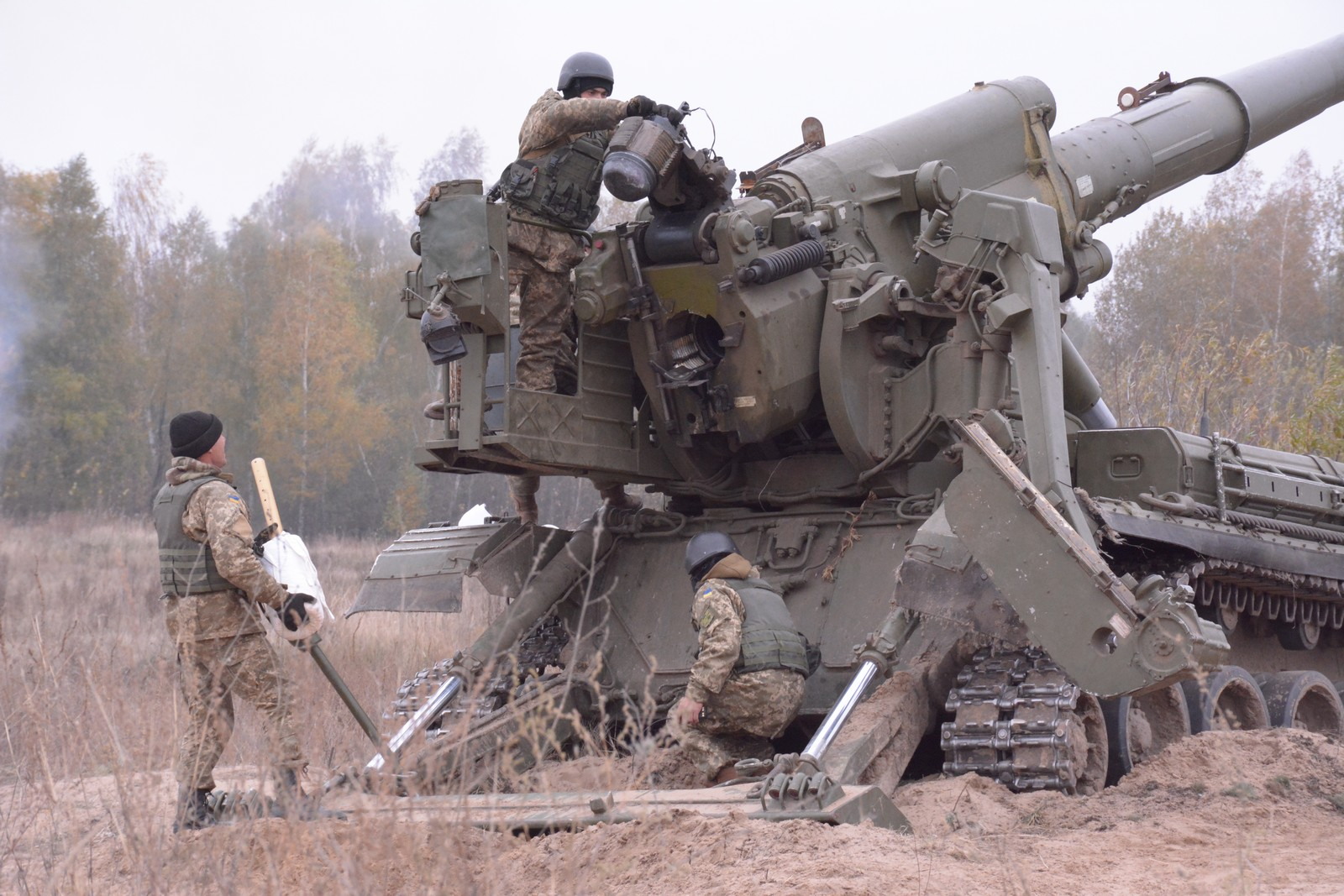
Rechargement.
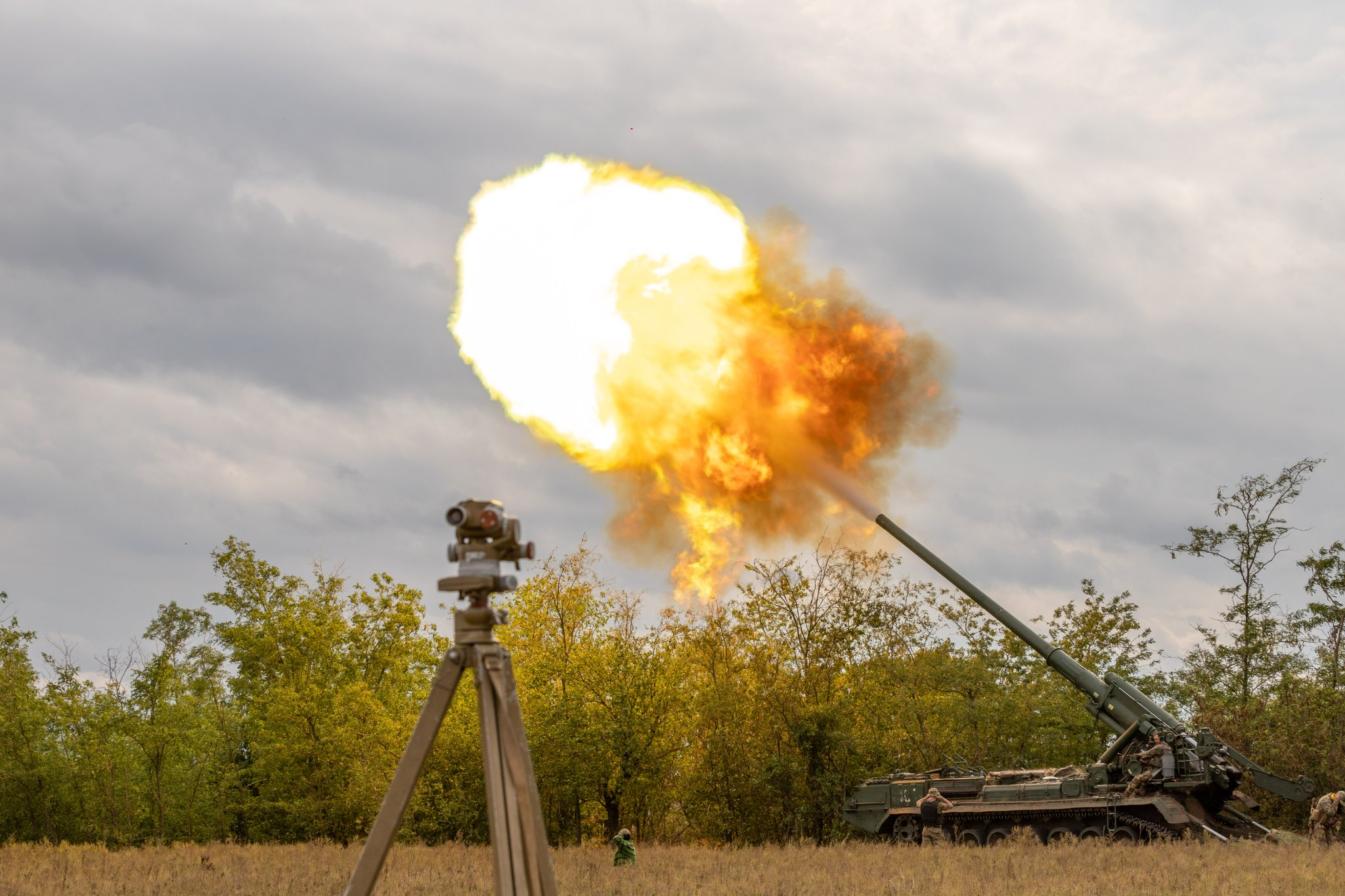
En septembre 2022 par la 43e brigade d'artillerie.